# 皮氏石鯛
皮氏石鯛（學名：Oplegnathus peaolopesi）為輻鰭魚綱鱸形目鱸亞目石鯛科的其中一種，分布於西印度洋莫三比克德拉戈灣以北海域，深度20-130公尺，本魚體側扁而高，口小，上下頷齒成鸚鵡嘴狀，成魚體色為深褐色，體長可達75公分，棲息在珊瑚礁區，屬肉食性，以底棲性無脊椎動物為食，生活習性不明，可作為食用魚。